# The Duff
The Duff är en amerikansk tonårskomedifilm regisserad av Ari Sandel och skriven av Josh A. Cagan, baserat på en roman av samma namn av Kody Keplinger med musik av Dominic Lewis och producerad av Susan Cartsonis, McG och Mary Viola.

## Skådespelare
- Mae Whitman - Bianca Piper
- Robbie Amell - Wesley Rush
- Bella Thorne - Madison Morgan
- Bianca Santos - Casey Cordero
- Skyler Samuels - Jess Harris
- Romany Malco - Principal Buchanan
- Ken Jeong - Mr. Arthur
- Allison Janney - Dottie Piper
- Nick Eversman - Toby Tucker
- Chris Wylde - Mr. Fillmore
- Rebecca Weil - Caitlyn
- Mahaley Manning - Kara
- J.J. Green - Trevor
- Danielle Lyn - Maya
- Demetrius Bridges - Jarrett
- Murielle Telio - Mariah
- Danielle Sherrick - Carrie Wescovich
- Erick Chavarria - Mr. Gomez